# Saint-Pierre-d’Oléron
Saint-Pierre-d’Oléron település Franciaországban, Charente-Maritime megyében. Lakosainak száma 6665 fő (2022. január 1.). Saint-Pierre-d’Oléron Dolus-d’Oléron és Saint-Georges-d’Oléron községekkel határos.

## Népesség
A település népessége az elmúlt években az alábbi módon változott:
| Lakosok száma | 4258 | 4782 | 5365 | 6177 | 6637 | 6751 | 6743 | 6634 | 6585 | 6665 |
|               | 1968 | 1982 | 1990 | 2006 | 2013 | 2015 | 2017 | 2019 | 2020 | 2022 |